# Symphonie no 1 de Brahms
Pour les articles homonymes, voir Symphonie no 1.
La Symphonie no 1 en ut mineur, opus 68, de Johannes Brahms eut une gestation particulièrement longue. Elle ne fut terminée qu'à l'automne 1876 mais certaines esquisses remontent à 1862 et ont été présentées à Clara Schumann. Le compositeur n'aborda d'ailleurs le genre symphonique que fort tard. La légende veut que le musicien trouva une plume sur la tombe de Ludwig van Beethoven en 1862, ce qui l'incita à écrire sa première symphonie.
Sa création a eu lieu le 4 novembre 1876 par l'orchestre grand-ducal de Karlsruhe dirigé par Felix Otto Dessoff. Johannes Brahms ne dirigea lui-même sa composition que quelques jours plus tard, dénotant une certaine « modestie » de l'auteur, ne préférant pas tenter une première viennoise d'emblée. Les critiques en furent élogieuses et le chef d'orchestre Hans von Bülow parla même, à son propos, de dixième symphonie de Beethoven. On devrait parler de la « onzième », l'appellation de la « dixième » devant plutôt s'appliquer à la Symphonie fantastique de Berlioz (1830).
Elle représentait le retour à la grande symphonie classique, alors que la mode était à la « musique à programme » des romantiques tardifs et que Richard Wagner composait ses derniers opéras.

## Orchestration
Elle est écrite pour orchestre symphonique.
| Instrumentation de la première symphonie                                                       |
| Cordes                                                                                         |
| premiers violons, seconds violons, altos, violoncelles, contrebasses                           |
| Bois                                                                                           |
| 2 flûtes, 2 hautbois, 2 clarinettes en si♭, 2 bassons, 1 contrebasson                          |
| Cuivres                                                                                        |
| 4 cors (2 en ut et 2 en mi bémol), 2 trompettes en ut, 3 trombones (uniquement dans le finale) |
| Percussions                                                                                    |
| 2 timbales                                                                                     |

## Historique
« Je n'écrirai jamais de symphonie ! Tu n'as pas la moindre idée de ce que c'est que d'entendre constamment résonner les pas d'un tel géant derrière soi ! » disait Johannes Brahms au chef d'orchestre Hermann Levi. C'est précisément cette sensation embarrassante d'être sans arrêt comparé au "géant" Beethoven qui fit prendre à Brahms plus de vingt ans pour composer sa Première Symphonie, commencée en 1854 et terminée puis créée en 1876. 
Les premières tentatives de Brahms d'écrire une symphonie aboutirent à d'autres résultats : on peut citer entre autres les deux Sérénades pour Orchestre, datées respectivement de 1858 et 1860, mais aussi le Premier Concerto pour piano, créé à Hanovre en 1859, et qui fut le premier véritable projet d'une symphonie du compositeur. D'autres esquisses furent utilisées pour le Requiem Allemand, daté de 1868. 
Une période d'écriture aussi longue peut expliquer que cette symphonie soit la plus complexe et la moins équilibrée des quatre symphonies du compositeur, non seulement du point de vue de la durée de chaque mouvement — le premier mouvement (il en est de même pour le finale) est à lui-seul bien plus long que les deuxième et troisième mouvements réunis — mais aussi pour l'orchestration et les nuances (une musique légère dans les deux mouvements centraux en fort contraste avec la lourdeur et la puissance des deux mouvements extrêmes).

## Analyse
La symphonie se compose de quatre mouvements de construction classique et son exécution dure environ quarante-cinq minutes (avec la reprise de l'exposition dans le premier mouvement, elle dure environ quarante-huit, voire plus de cinquante minutes). 
1. Un poco sostenuto – Allegro  - environ 14 minutes (17 minutes avec la reprise)
2. Andante sostenuto - environ 9 minutes
3. Un poco allegretto e grazioso - environ 5 minutes
4. Adagio – Piu andante – Allegro non troppo, ma con brio – Piu Allegro - environ 17 minutes

Les tonalités sont :
- 1er mouvement : ut mineur
- 2e mouvement : mi majeur
- 3e mouvement : la bémol majeur (si majeur)
- 4e mouvement : ut mineur (ut majeur)

Le premier, écrit après coup, introduit une atmosphère sombre et qui part dans une violence très rapidement. Le deuxième, lent, est plus chaleureux, plus tendre, et comprend, dans sa seconde moitié, un violon soliste. Le troisième mouvement, le plus court, comporte un solo de clarinette, instrument de prédilection du compositeur. Le dernier mouvement comporte un thème principal très proche du finale de la Neuvième Symphonie de Beethoven et reprend une forme sonate en trois parties. Des quatre mouvements, le quatrième est celui qui permet de reconnaître la symphonie, et ce en raison du thème du cor des Alpes et surtout de son thème principal, facile à retenir et à chanter. Ce thème principal, tout comme celui du finale de la Neuvième de Beethoven ainsi que celui du finale de la Symphonie du Nouveau Monde, constitue ainsi le passage que tout le monde attend dans la symphonie.

### 1erMouvement
Un poco sostenuto – Allegro, ut mineur, 6/8, 511 mesures

#### Thèmes et Motifs
Thème principal 1 mesure 38
Thème principal 2 mesure 42
Thème secondaire mesure 130
Motif rythmique

#### Forme
Le 1er mouvement a la forme sonate avec
- Introduction (mesures 1–37)
- Exposition (mesures 38–188)
- Développement (mesures 189–339)
- Réexposition (mesures 339–458)
- Coda (mesures 458–511)

### 2emouvement
Andante sostenuto, mi majeur, 3/4, 128 mesures

#### Thèmes et Motifs
Thème principal 1 mesure 1

Thème principal 2 mesure 17
Thème secondaire 1 mesure 27
Thème secondaire 2 mesure 38

#### Forme
Tripartite avec
- Partie A (mesures 1–26)
- Partie B (mesures 27–66)
- Partie A' (mesures 67–100)
- Coda (mesures 100–128)

### 3emouvement
Un poco Allegretto e grazioso, la bémol majeur puis si majeur, 2/4 puis 6/8, 164 mesures

#### Thèmes et Motifs
Thème principal 1 mesure 1
Thème principal 2 mesure 45
Thème secondaire mesure 71

#### Forme
Tripartite avec
- Partie A (mesures 1–70)
- Partie B (mesures 71–115)
- Partie A' (mesures 115–154)
- Épilogue (mesures 154–164)

### 4emouvement
Adagio – Più Andante – Allegro non troppo, ma con brio – Più Allegro, ut mineur puis ut majeur, 4/4, 457 mesures

#### Thèmes et Motifs
Thème du cor des Alpes
Choral
Thème principal
Thème secondaire 1
Thème secondaire 2

#### Forme
Partiellement forme sonate avec
- Introduction 1 (mesures 1–29)
- Introduction 2 (mesures 30–61)
- Exposition (mesures 61–185)
- Développement-Réexposition (mesures 185–391)
- Coda (mesures 391–457)

## Repères discographiques

Extrait du deuxième mouvement (partie de cor)

- Wilhelm Furtwängler, concert avec l'Orchestre Symphonique de la Radio de Hambourg[3], 1951 (Music and Arts, Harmonia Mundi/Tahra)[4],[5],[6]
- Bruno Walter avec l'Orchestre Symphonique de la Columbia, 1959 (CBS, Sony classical)
- Herbert von Karajan, plusieurs versions avec l'Orchestre philharmonique de Berlin, 1963, 1977, 1987 (Deutsche Grammophon)
- Wolfgang Sawallisch, avec l'Orchestre symphonique de Vienne, 1963 (Philips)
- Charles Munch, avec l'Orchestre de Paris, 1968 (EMI)
- Sergiu Celibidache, concerts avec l'Orchestre Symphonique de la Radio de Stuttgart, 1976 (DG) ou l'Orchestre Philharmonique de Munich, 1987 (EMI)
- Riccardo Muti, avec le Philadelphia Orchestra, 1991 (Philips Classics)
- Bernard Haitink, concert avec l'Orchestre Symphonique de Londres, 2003 (LSO Live)[7]
- Christian Thielemann, concert avec l'Orchestre philharmonique de Munich, 2007 (Deutsche Grammophon)
- Valery Gergiev, concert avec l'Orchestre Symphonique de Londres, 2013 (LSO Live)[7]

## La Symphonieno1à la télévision
Le premier mouvement de la symphonie est le thème récurrent de l'épisode Maigret chez les riches de la série télévisée Maigret.
Le thème du quatrième mouvement de la symphonie est utilisé dans Barbie et le palais de damants.
Dans la série japonaise Nodame Cantabile, le premier mouvement est joué par les protagonistes.